# Kim W. Andersson
Ne doit pas être confondu avec Kim Andersson ou Kim Anderson.
Pour les articles homonymes, voir Andersson.
Kim Waldemar Andersson (né le 23 septembre 1979 à Staffanstorp) est un auteur de bande dessinée suédois. Inspiré par les comic book d'horreur et de science-fiction, il crée en Suède plusieurs œuvres dans ce style, comme Love Hurts. Dark Horse Comics traduit cette série pour le marché américain en 2015 avant de lancer fin 2016 Astrid, une série inédite d'Andersson.

## Distinction
- 2011 : Prix Adamson du meilleur auteur suédois pour l'ensemble de son œuvre (partagé avec Lina Neidestam)